# Pasowość
Pasowość – jeden z porządków przestrzennych środowiska geograficznego kuli ziemskiej, polega na występowaniu równoległych do siebie pasów krajobrazowych, z których każdy cechuje się odmiennym charakterem środowiska.